# Itewe (Mbeya DC)
Itewe ist ein Verwaltungsbezirk (Ward) des Distrikts Mbeya in der gleichnamigen tansanischen Region Mbeya.

## Geografie
Itewe liegt im Südwesten von Tansania etwa 15 Kilometer östlich der Regionshauptstadt Mbeya. Die Fläche beträgt 21,66 Quadratkilometer und bei der Volkszählung 2022 lebten hier 6019 Menschen in 1624 Haushalten.

## Gliederung
Der Bezirk besteht aus fünf Gemeinden (Mtaa) mit 21 Orten (Kitongoji):
| Itewe - Msimbazi - Ikulu - Sawa - Maendeleo - Mtaa No. 8 - Igalako - Mwambalizi - Barabarani | Tembela - Tembela A - Tembela B | Iyelanyala - Jericho - Lutundu | Idunda - Mapinduzi A - Mapinduzi B - Mapinduzi C - Mapinduzi D | Isongwa - Isongwa A - Isongwa B - Isongwa C - Isongwa D - Isongwa E |

## Wirtschaft und Infrastruktur
- Fischzucht: In Teichen werden Fische gezüchtet.[6]
- Bildung: Weiterführende Schulen befinden sich in Itewe und in Tembela.[7]
- Gesundheit: Im Bezirk gibt es zwei staatliche Apotheken, eine in Tembela[8] und eine in Idunda.[9]
- Straße: Durch Itewe verläuft die Nationalstraße T1, über die man im Westen Mbeya und Sambia erreicht, nach Osten führt sie über Rujewa und Iringa nach Daressalam.[2][10]